# Acropsopilionoidea
Super-famille
Les Acropsopilionoidea sont une super-famille d'opilions dyspnois.

## Liste des familles
Selon World Catalogue of Opiliones (21/04/2021) :
- Acropsopilionidae Roewer, 1923
- † Halithersidae Dunlop, Selden & Giribet, 2016

## Publication originale
- Roewer, 1923 : Die Weberknechte der Erde. Systematische Bearbeitung der bisher bekannten Opiliones. Gustav Fischer, Jena, p. 1-1116 (texte intégral).